# Кэтлин (Флорида)
Кэтлин (англ. Kathleen) — статистически обособленная местность, расположенная в округе Полк (штат Флорида, США) с населением в 3280 человек по статистическим данным переписи 2000 года.

## География
По данным Бюро переписи населения США статистически обособленная местность Кэтлин имеет общую площадь в 8,55 квадратных километров, водных ресурсов в черте населённого пункта не имеется.
Статистически обособленная местность Кэтлин расположена на высоте 44 м над уровнем моря.

## Демография
По данным переписи населения 2000 года в Кэтлинe проживало 3280 человек, 900 семей, насчитывалось 1162 домашних хозяйств и 1250 жилых домов. Средняя плотность населения составляла около 383,63 человек на один квадратный километр. Расовый состав населённого пункта распределился следующим образом: 93,87 % белых, 1,71 % — чёрных или афроамериканцев, 0,43 % — коренных американцев, 0,21 % — азиатов, 0,12 % — выходцев с тихоокеанских островов, 1,10 % — представителей смешанных рас, 2,56 % — других народностей. Испаноговорящие составили 7,56 % от всех жителей статистически обособленной местности.
Из 1162 домашних хозяйств в 37,8 % воспитывали детей в возрасте до 18 лет, 61,5 % представляли собой совместно проживающие супружеские пары, в 11,3 % семей женщины проживали без мужей, 22,5 % не имели семей. 17,7 % от общего числа семей на момент переписи жили самостоятельно, при этом 6,1 % составили одинокие пожилые люди в возрасте 65 лет и старше. Средний размер домашнего хозяйства составил 2,82 человек, а средний размер семьи — 3,19 человек.
Население статистически обособленной местности по возрастному диапазону по данным переписи 2000 года распределилось следующим образом: 28,3 % — жители младше 18 лет, 8,1 % — между 18 и 24 годами, 30,0 % — от 25 до 44 лет, 23,8 % — от 45 до 64 лет и 9,8 % — в возрасте 65 лет и старше. Средний возраст жителей составил 36 лет. На каждые 100 женщин в Кэтлинe приходилось 98,5 мужчин, при этом на каждые сто женщин 18 лет и старше приходилось 96,2 мужчин также старше 18 лет.
Средний доход на одно домашнее хозяйство статистически обособленной местности составил 39 226 долларов США, а средний доход на одну семью — 40 925 долларов. При этом мужчины имели средний доход в 33 442 доллара США в год против 21 066 долларов среднегодового дохода у женщин. Доход на душу населения статистически обособленной местности составил 39 226 долларов в год. 8,9 % от всего числа семей в населённом пункте и 10,1 % от всей численности населения находилось на момент переписи населения за чертой бедности, при этом 10,8 % из них были моложе 18 лет и 13,1 % — в возрасте 65 лет и старше.